# Legnica

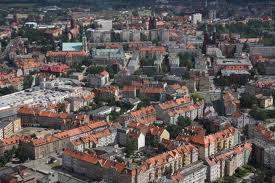
Vista del centre de Legnica

Legnica és una ciutat polonesa del voivodat de Baixa Silèsia. D'acord amb el cens del 2005 té una població de 106.122 habitants, per tant és la tercera ciutat més gran de Baixa Silèsia després de Wrocław i Wałbrzych. Entre el 1975 i el 1998 fou el centre administratiu del voivodat de Legnica.
El 9 d'abril de 1241 va tenir lloc la batalla de Legnica, un intent de detenir l'avanç per Europa de les hordes mongols que malgrat la seva victòria ia causa de la inestabilitat interna, aquest és el punt més occidental que van arribar al continent.
El maig de 2013 fou seu del Campionat d'Europa d'escacs individual, guanyat per l'ucraïnès Oleksandr Moissèienko.

## Persones il·lustres
- Friedrich Lindner (1540-1597) compositor musical.